# Magda Portal
María Magdalena Julia del Portal Moreno (Barranco, 27 de mayo de 1900 - 11 de julio de 1989), más conocida como Magda Portal, fue una poeta, narradora, activista social y miembro fundadora del APRA al lado de Víctor Raúl Haya de la Torre. En este partido militó durante veinte años (1928-1948), pero renunció al no estar de acuerdo con su cambio de orientación ideológica. José Carlos Mariátegui elogió su obra poética, y la calificó como «la primera poetisa del Perú». Fue la primera poeta mujer de la corriente vanguardista, no solo del Perú sino de toda Latinoamérica. Destacó además por su activismo social, particularmente a favor de los derechos civiles de las mujeres. Fue la primera representante del feminismo militante en el Perú.

## Biografía
Fue la segunda hija del matrimonio de Pedro Pablo Portal Ortega y Rosa Amelia Moreno del Risco, que llegaron a tener cuatro hijos en total; tres mujeres y un hombre. Nació en Barranco, balneario de Lima. Tenía tres años de edad cuando su familia se trasladó al Callao, instalándose en un casa cercana a Bellavista, donde su padre trabajaba en el negocio inmobiliario. Tenía cinco años cuando su padre murió, víctima de una repentina enfermedad pulmonar, dejando en desamparo a su familia. Su madre tuvo entonces que ganarse la vida haciendo trabajos de costura, hasta que un día, debido a unas deudas impagas, le embargaron la casa. Este suceso marcó la vida de Magda y, como ella cuenta en su autobiografía, fue su primer contacto con la injusticia. Su madre volvió a casarse y tuvo otros hijos. La vida familiar transcurrió a partir de entonces en continuos cambios de lugares de residencia.
Magda cursó estudios escolares y terminó la media-comercial. Empezó a trabajar en diversos oficios: ayudante de un estudio fotográfico, de una agencia de comisionistas, de un taller de litografía. Tenía 17 años cuando empezó a frecuentar las aulas de la Universidad Mayor de San Marcos, como alumna libre. Ella misma cuenta que entraba en un aula, se sentaba para escuchar las clases y nadie se lo impedía. Hizo amistad con varios alumnos universitarios y jóvenes intelectuales, algunos que ya apuntaban a ser notables poetas y escritores, como César Vallejo, Alcides Spelucin y Antenor Orrego.
Los que le conocieron en esa época la describen como bella y casi angelical; tenía ojos azules y cabellos rojizos y rizados. Su contextura delgada y fina contrastaba con su carácter emprendedor e impetuoso. Sus amigos, los jóvenes políticos de entonces (como Haya de la Torre, Manuel Seoane Corrales, los hermanos Federico y Reynaldo Bolaños) la cortejaban y le llamaban «La muñeca».
Tuvo una relación de pareja con Federico Bolaños, poeta y publicista huancaíno, unión de la que nació una hija, llamada Gloria (1923). Pero se separó de Federico y se convirtió en pareja de su cuñado, Reynaldo Bolaños, también poeta, más conocido por su seudónimo de Serafín Delmar. Los tres publicaron la primera revista literaria vanguardista del Perú, Flechas (1924).

### Trayectoria literaria
Ya por entonces mostraba inquietudes literarias y escribía cuentos y poemas. Su primera composición publicada apareció en 1920, en la revista Mundial. Era un poema titulado «En voz baja…» y que suscribió con el seudónimo de Tula Sovaina. También por esa época nacieron sus inquietudes políticas y sociales, y conoció a Víctor Raúl Haya de la Torre, cuando este, entonces líder estudiantil, encabezó la protesta por la consagración del Estado al Corazón de Jesús, que fue reprimida severamente por la dictadura de Augusto B. Leguía, ya en trance de perpetuarse en el poder.
En 1923, concursó en los Juegos Florales de la Universidad Mayor de San Marcos con el seudónimo de Lorelei, presentando una serie de tres poemas titulados «Nocturnos», que resultó ganadora del primer premio. Pero cuando los organizadores vieron que se trataba de una mujer, no quisieron cambiar la costumbre medieval de que el varón ganador le dedicará su composición a una dama y decidieron crear un premio especial para Magda, dando el primer premio al que había quedado segundo, el poeta Alberto Guillén. Pese a que todo eso le pareció una absurda discriminación, Magda aceptó, pero llegado el momento de recibir el premio, viendo que se lo entregaría el mismo presidente Augusto B. Leguía, abandonó la ceremonia. El poeta José Gálvez Barrenechea, miembro del jurado, se encargó de leer su poema. Esta composición formó parte del primer poemario de Magda, titulado Ánima absorta, que nunca publicó y que años después destruyó. El episodio de los Juegos Florales fue cubierto por la prensa de entonces, y gracias a ello, Magda se hizo muy conocida, creándose la imagen de una contestataria impetuosa.
Acompañó a Serafín Delmar en su viaje a Bolivia en 1925. De vuelta al Perú, se relacionó con el grupo que lideraba José Carlos Mariátegui, colaborando con la revista Amauta. También promovió las Universidades Populares González Prada. En coautoría con Serafín Delmar publicó un libro de cuentos titulado El derecho de matar (1926).

En 1927 publicó su primer poemario, titulado Una esperanza y el mar, que se imprimió en los talleres de la Editorial Minerva, de propiedad de José Carlos Mariátegui. Esta obra la consagró como la primera poeta mujer de la corriente vanguardista, no solo del Perú sino de toda Latinoamérica. El mismo Mariátegui elogió su obra poética, dedicándole un espacio en sus 7 ensayos de interpretación de la realidad peruana, calificándola como la «primera poetisa del Perú».

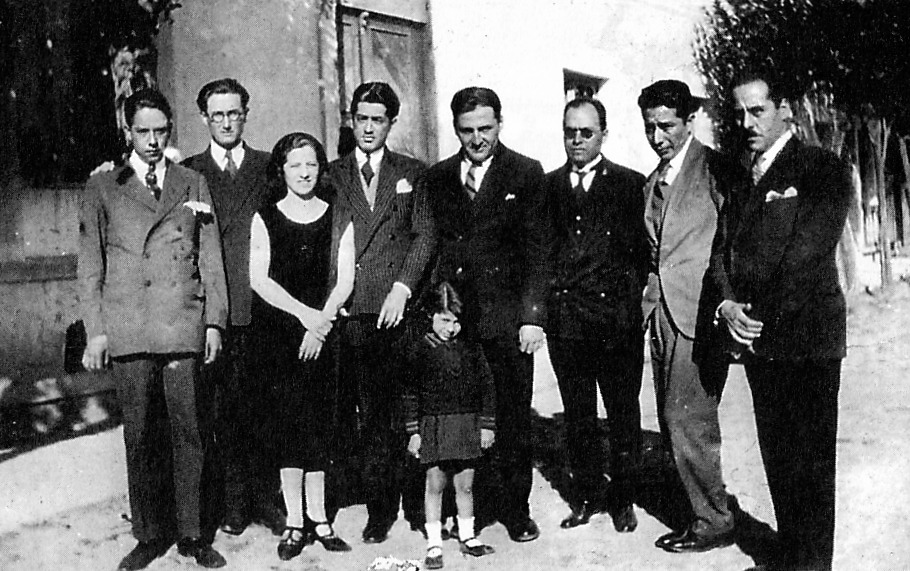
Célula de desterrados apristas en México, 1929. De izquierda a derecha: Esteban Pavletich, Carlos Manuel Cox, Magda Portal, Serafín Delmar, Haya de la Torre, Enríquez y Vásquez Díaz. La niña es Gloria, la hija de Magda.

### Incursión en la Política
Junto con Serafín fue implicada en un supuesto "complot comunista", siendo desterrados ambos por el gobierno de Leguía (1927). Pasó a Cuba y luego a México. Se afilió al APRA (1928), fundado por su amigo Haya de la Torre, quien le animó a dejar la poesía y a dedicarse a la política. Efectuó una gira por las Antillas y Colombia, para dar a conocer los planteamientos apristas, cuyo eje era el antiimperialismo y la lucha antioligárquica.
Mariátegui la invitó a adherirse a su recién fundado Partido Socialista Peruano, pero ella, pese a que siempre consideró al Amauta como su maestro, no aceptó, pues consideraba necesario un partido nacionalista y antiimperialista, como el APRA. No obstante, junto con sus compañeros apristas, concertó un encuentro con Mariátegui, para dilucidar el asunto, y emprendió el regreso a Sudamérica. Pasó en barco por la costa peruana, pero no pudo desembarcar, pues existía la orden de detenerla. Continuó el viaje hacia Chile y arribó a Valparaíso. De allí pasó a Santiago, donde sufrió una prisión de ocho días, acusada de venir a hacer propaganda subversiva. El siguiente destino era Buenos Aires, donde había pactado su encuentro con Mariátegui, pero este no pudo viajar a dicha ciudad al recaer en su enfermedad, acabando por fallecer en Lima (abril de 1930).
Tras la caída de Leguía en agosto de 1930, Magda regresó al Perú. Se entregó de lleno a las tareas partidarias en el seno del Partido Aprista Peruano, cuyo comité ejecutivo nacional integró como secretaria de asuntos femeninos. Logró esquivar la persecución del gobierno sanchecerrista, lo que no ocurrió con Serafín Delmar, que fue capturado y sentenciado a 20 años en prisión, acusado de participar en un atentado contra la vida del presidente Luis Sánchez Cerro.
Durante el gobierno de Benavides fue detenida en Chiclayo (26 de noviembre de 1934). Permaneció 500 días en la cárcel de mujeres de Lima (situada en el local donde después funcionaría el Colegio Mercedes Cabello de Carbonera y donde hoy está la UGEL 03). Al ser liberada, marchó hacia Bolivia. De allí pasó a Chile, donde residió por varios años. Allí publicó su segundo poemario: Costa sur (1945).
En 1945, al levantarse la proscripción del partido aprista, retornó al Perú y viajó por el país dando discursos políticos y conferencias, atrayendo a multitudes. Continuó teniendo posiciones de alto nivel como miembro del comité ejecutivo nacional del partido y como secretaria de asuntos femeninos y directora del Movimiento Nacional para la Educación de las Mujeres. En 1946 organizó la primera Convención Nacional de mujeres apristas, de la que fue nombrada presidente.
Su única hija, Gloria, se suicidó de un balazo en el corazón, el 3 de enero de 1947; tenía 23 años de edad. Según la familia, no hubo indicios sobre los motivos del suicidio, pero existe la versión de que fue por una decepción amorosa. Su madre se oponía a su relación con un compañero universitario, que luego se supo que era casado. Magda nunca quiso tratar públicamente sobre esta tragedia, pese a que era evidente que la marcó profundamente por el resto de su vida.
Su alejamiento del APRA ocurrió de manera paulatina, al no estar de acuerdo con la orientación política que iba tomando el partido, que empezaba a abandonar sus postulados antiimperialistas y marxistas, y se acercaba cada vez a la derecha. Ello tuvo su momento cumbre durante un enfrentamiento público con Haya de la Torre durante el Segundo Congreso del partido en 1948, cuando el líder aprista consideró que las mujeres, al no poder votar, no podían ser militantes del partido (con los derechos que eso implicaba), sino solo simpatizantes. Según una entrevista que le realizaron a Portal, el diálogo se hubiera desarrollado en los siguientes términos:

-Haya de la Torre: Hemos llegado a la conclusión de que las mujeres, dado que en el Perú no votan, no pueden ser consideradas como auténticos miembros del Partido Aprista. Las mujeres solo pueden ser simpatizantes.  

-Magda Portal: ¡Pido la palabra!
-Haya de la Torre: No hay nada en debate.

-Magda Portal: ¡Esto es fascismo!

Algunas mujeres le siguieron el paso y se retiraron de la organización. Los problemas entre Portal y Haya de la Torre se venían dando desde tiempo atrás según puntualiza Villanueva (2004), Portal estuvo presente en una de las reuniones de organización del levantamiento militar que finalmente tuvo lugar por indicación del mayor Víctor Villanueva, fundador del CROE (Comando Revolucionario de Oficiales del Ejército), el 3 de octubre de 1948. De acuerdo a Villanueva del Campo (2004):
En esa reunión estuvo Magda Portal. Yo creo que ese día se produjo la ruptura. Lamentablemente, aunque seguí estimándola y queriendo su recuerdo se portó mal. Comenzó un alegato a favor de los jóvenes del Comando Revolucionario, quizás como mujer sentimental. Haya la cortó: "Tú siempre has sido la que a últimas horas empiezas a dar sermones y embrollarlo todo. Aquí no hay necesidad de debatir Necesitamos saber cómo reaccionamos, cómo nos organizamos o cómo morimos". Ella quedó callada. Tiempo después, cuando la detuvieron y alojaron en una casa frente a la Prefectura de Lima, nos acusó en plena audiencia de la Corte Marcial. Salió en libertad (p. 319)
Probablemente, dicho incidente haya sido el punto más álgido de su ruptura con Haya de la Torre. Portal acusó a los dirigentes apristas de haber traicionado al pueblo ante el Tribunal militar del Potao en 1950, en momentos en los cuales todos los dirigentes del partido aprista se encontraban detenidos o rumbo al destierro. Hay opiniones encontradas entre la del mayor Villanueva que formó parte del levantamiento militar y los testimonios de Villanueva (2004) y Sánchez (1969), altos líderes del partido aprista en el sentido de que Haya de la Torre no dio la orden para que se produjera este levantamiento del 3 de octubre, ya que habían desistido de una acción liderada por el mayor Villanueva. 
Alejada de la vida política, Portal se consagró su vocación literaria y ejerció durante doce años la representación del Fondo de Cultura Económica, de México. En 1956, publicó su única novela: La trampa, fuerte relato de denuncia política contra la cúpula del partido aprismo y Haya de la Torre. En 1965, publicó su tercer poemario: Constancia del ser.
Fue secretaria de la Asociación Nacional de Escritores y Artistas, llegando a ser su presidenta de 1980 a 1986. A partir de 1970 se convirtió en una de las abanderadas del movimiento feminista aunque siempre había luchado por los derechos de la mujer jamás aceptando y hasta 1983 la etiqueta de "feminista".
En 1985, el APRA llegó al poder con Alan García, y ya que la poeta y revolucionaria había postulado sin éxito a las elecciones de la Asamblea Constituyente sin lograr un curul en 1978, un grupo de mujeres apristas la invitó a formar parte del gobierno aprista. Sin embargo, ella se había inscrito en el partido comunista desde el año 1969 y rechazó la oferta, diciendo: «Yo avanzo, no retrocedo». Su amistad con algunos compañeros del viejo partido al que perteneció en su juventud, como Pavletich, De la Fuente y Villanueva del Campo se mantuvo hasta el final de sus días.   
La Benson Latin American Collection, una biblioteca estadounidense, compró el archivo literario de Portal en 1986.
Murió en un hospital del Estado y de acuerdo a su voluntad, sus restos fueron incinerados y echados en el mar de Barranco.

## Publicaciones

### Poesía
Sus primeros poemarios: Ánima absorta (1920-1924); Vidrios de amor (1925) y El desfile de las miradas (1926) no llegaron a ser publicados. El primero de ellos fue destruido por la misma autora en 1928; el último fue refundido en el poemario Una esperanza i el mar (con y latina, como un homenaje a Manuel González Prada).
Los poemarios que publicó Magda fueron los siguientes:
- Una esperanza y el mar (Lima, Editorial Minerva, 1927)
- Costa sur (Santiago de Chile, Imprenta Nueva, 1945)
- Constancia del ser (Lima, Talleres Gráf. Villanueva, 1965).

En 2010 se publicó su Obra poética completa (Lima, Fondo de Cultura Económica), compilada por Daniel R. Reedy. A los poemarios ya mencionados, se sumó una compilación de su poesía dispersa de 1965 a 1988, que tituló Poesía interdicta. El mismo Reedy es autor de una biografía pormenorizada de la poeta: Magda Portal, la pasionaria peruana (Biografía intelectual) (2000).

### Narrativa
- El derecho de matar (La Paz, Imprenta Continental, 1926), cuentos en colaboración con Serafín Delmar.
- La trampa (Lima, Ediciones Raíz,1957), novela, testimonio de su militancia en el aprismo. Se basa en el asesinato de Antonio Miró Quesada de la Guerra y su esposa en 1935, por obra del joven militante aprista Carlos Steer, que fue condenado a veinte años de prisión. La autora reprocha a los dirigentes del partido por dejar en el abandono a los militantes presos, que sufrían horrendos padecimientos, mientras que ellos pactaban con la oligarquía. Sobre esta novela, Luis Alberto Sánchez ha dicho que «reune un conjunto de alusiones y acusaciones que de ser expresadas en forma directa, habrían alcanzado mayor nivel, pero que, vertidas en el discutible formato de un libelo sin nombres propios, deja dudas sobre su veracidad y sobre su belleza».[17] Fue reeditada en 1983 y en 2018 (Lima, Cocodrilo Ediciones).
- La vida que yo viví (Lima, Casa de la Literatura Peruana, 2017), autobiografía establecida por Kristel Best Urday y autorizada por su sobrina y albacea Rocío Revolledo.

### Ensayo
- El nuevo poema y su orientación hacia una estética económica (1928)
- América Latina frente al Imperialismo (1929, 1931 y 1950)
- Frente al momento actual (1931)
- Defensa de la revolución mexicana (1931)
- Hacia la mujer nueva (1933)
- Flora Tristán, la precursora (1944; corregida y aumentada en 1983)
- El partido aprista frente al momento actual. Quiénes traicionan al pueblo (1950)

## Estudio sobre su vida y obra
En el año 2000, el investigador Daniel R. Reedy dio a conocer Magda Portal, la pasionaria peruana: biografía intelectual. Se trata de uno de los libros más completos que se han escrito para examinar la trayectoria de Magda Portal. La publicación puede consultarse en el siguiente enlace: https://es.scribd.com/document/586624493/Magda-Portal-la-pasionaria-peruana-biografia-intelectual-Daniel-R-Reedy

## Premios y reconocimientos
Juegos Florales de la Universidad Mayor de San Marcos, con el seudónimo de Lorelei (1923).
En 2022 recibió un reconocimiento póstumo por parte del Ministerio de la Mujer y Poblaciones Vulnerables (MIMP) del Estado Peruano, el cual, mediante un decreto en ocasión del 8 de marzo, otorgó la condecoración “Orden al Mérito de la Mujer” a Magda Portal y otras 24 mujeres peruanas, siendo destacadas por su tarea en la defensa de los derechos y por promover la igualdad de género. En particular, Magda Portal fue reconocida por "su aporte al desarrollo de la literatura y la promoción de los derechos de las mujeres".